# Сарби (Васлуј)
Сарби (рум. Sârbi) насеље је у Румунији у округу Васлуј у општини Банка. Oпштина се налази на надморској висини од 79 m.

## Становништво
Према подацима из 2002. године у насељу је живело 438 становника, од којих су сви румунске националности.